# Palpomyia inflatifemoralis
Palpomyia inflatifemoralis är en tvåvingeart som beskrevs av Tokunaga 1966. Palpomyia inflatifemoralis ingår i släktet Palpomyia och familjen svidknott. Inga underarter finns listade i Catalogue of Life.